# Estació de Singuerlín
Singuerlín és una estació de la línia L9 Nord del metro de Barcelona i pertany al Tram 4 (La Sagrera – Can Zam / Gorg). Es troba a 54,28 metres de profunditat, a la ciutat de Santa Coloma de Gramenet, al barri de Singuerlín, una zona amb força població i històricament mal comunicada. El nom de l'estació prové de la del barri, que al seu torn prové del nom del cotillaire d'origen alsacià (de part del pare) i català (de part de la mare), Emili Singuerlín i Ros (Barcelona, 1881-1942), una de les persones que havia comprat uns camps a principis de segle en el que esdevindria aquest barri de Santa Coloma.
L'estació disposa d'un sol accés per la plaça de la Sagrada Família, entre el carrer de Santiago Rusiñol, l'avinguda de Catalunya i al passatge de Salvatella. L'estació es troba al costat del mercat municipal de Singuerlín.
La previsió inicial era obrir l'estació l'any 2004 i posteriorment l'any 2008. però donats els contratemps no es va posar en funcionament fins al 13 de desembre de 2009, el primer tram de 3,9 km que es va inaugurar, entre Can Zam i Can Peixauet.
| Metro de Barcelona     |                |       |         |                        |
| Procedència/Destinació | <              | Línia | >       | Procedència/Destinació |
| La Sagrera             | Església Major |       | Can Zam | Can Zam                |
| Projectat              |                |       |         |                        |
| Aeroport T1            | Església Major |       | Can Zam | Can Zam                |

## Accés
- Passatge de Salvatella

## Galeria

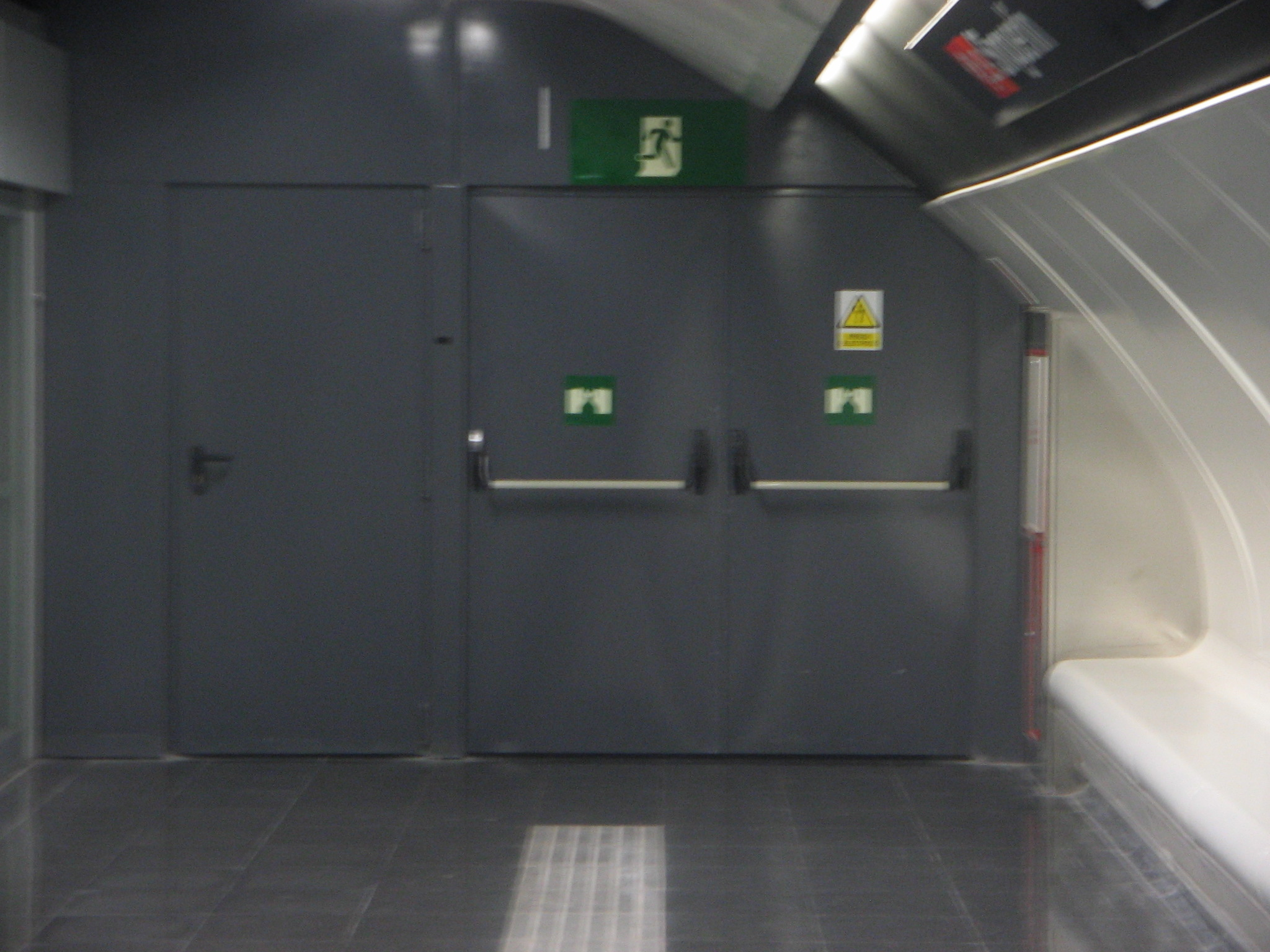
Sortida d'emergència situada al fons de l'andana.